# Église Saint-André de Cordoue
L’église Saint-André (espagnol : iglesia de San Andrés) est une des douze églises fernandines de Cordoue, en Andalousie. Cette église a été fondée au XIIIe siècle et a souffert des nombreuses réformes aux XIVe siècle et XVe siècle.

## Histoire et description
Le plus remarquable ensemble est la couverture originale de 1489 située dans un côté de l'église, la tour Renaissance et l'autel majeur, œuvre du sculpteur baroque Pedro Duc Cornejo. Elle compte également un important patrimoine pictural avec des œuvres de l'école de Cespedes, Antonio Monroy, Antonio del Castillo, etc.
Le 17 avril 1985 l'édifice a été déclaré Bien d'intérêt culturel avec la catégorie de monument.

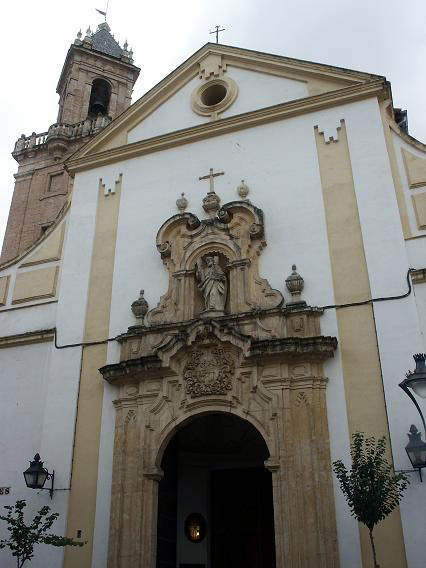
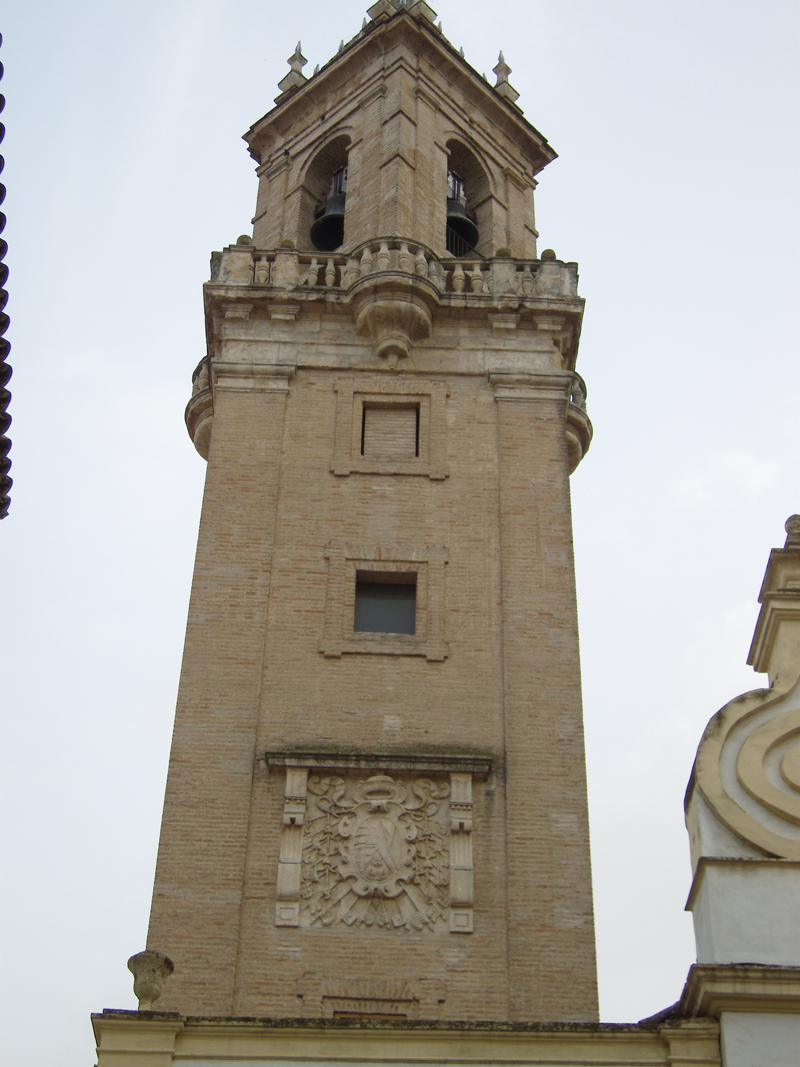
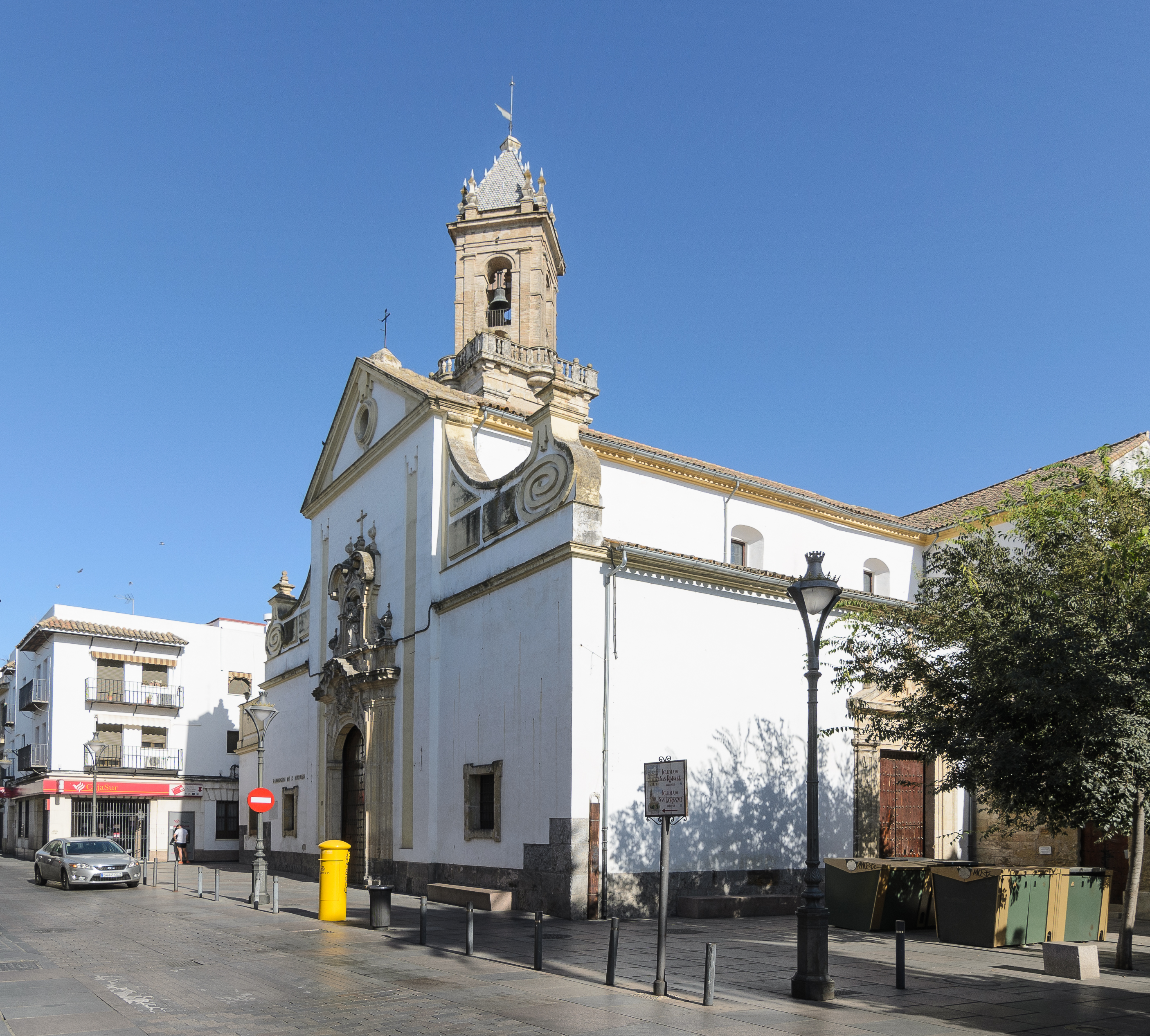
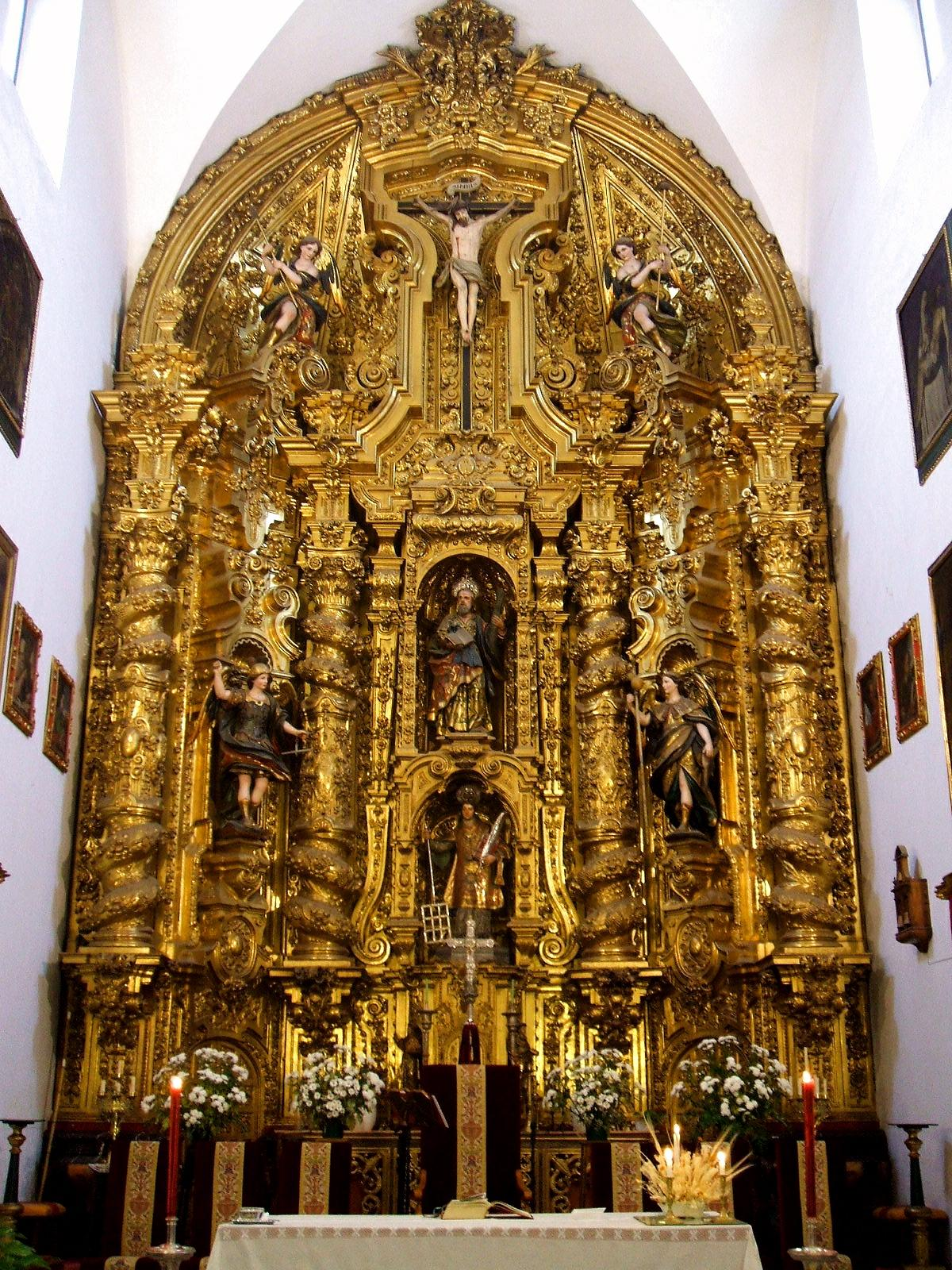
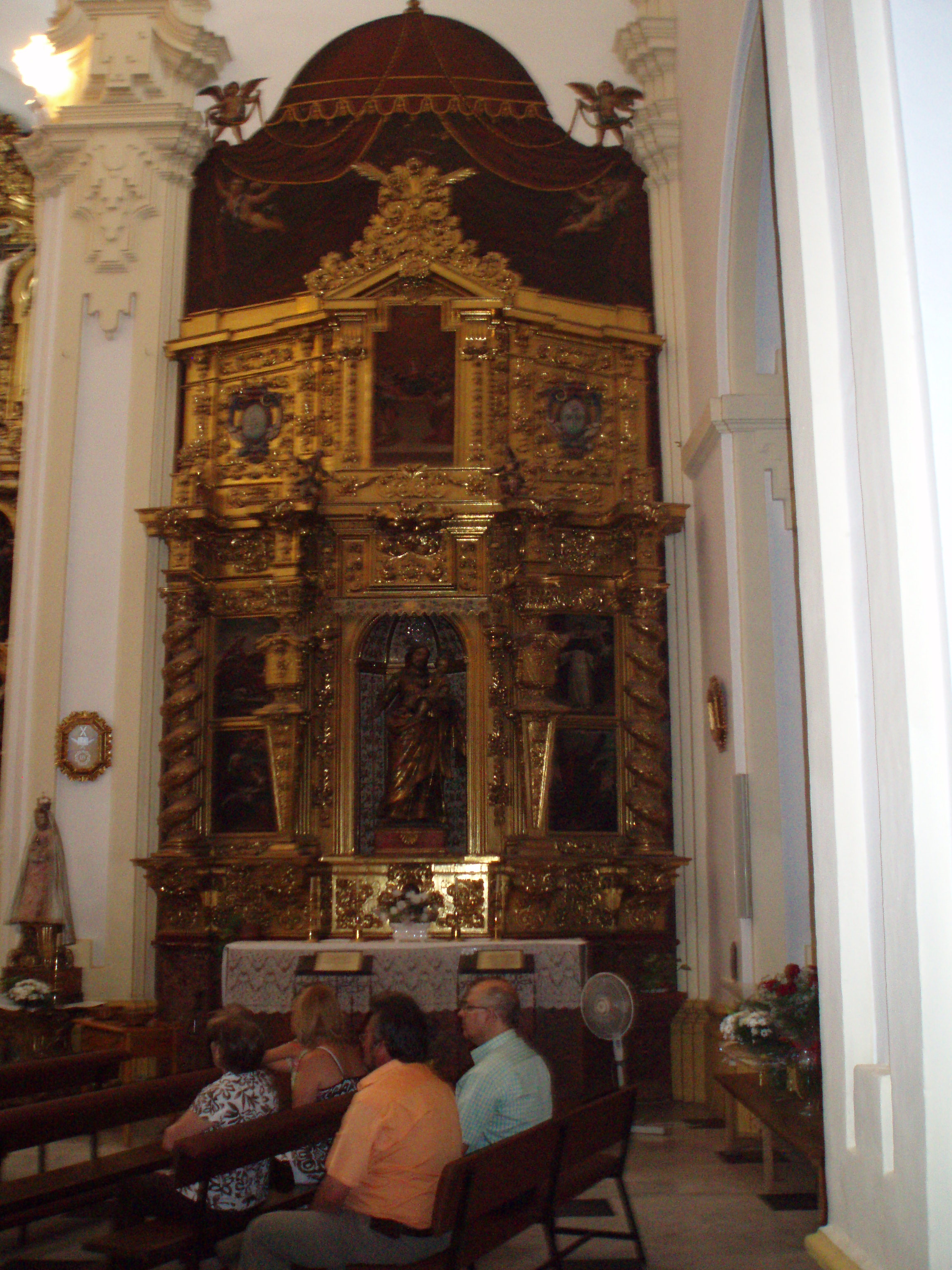
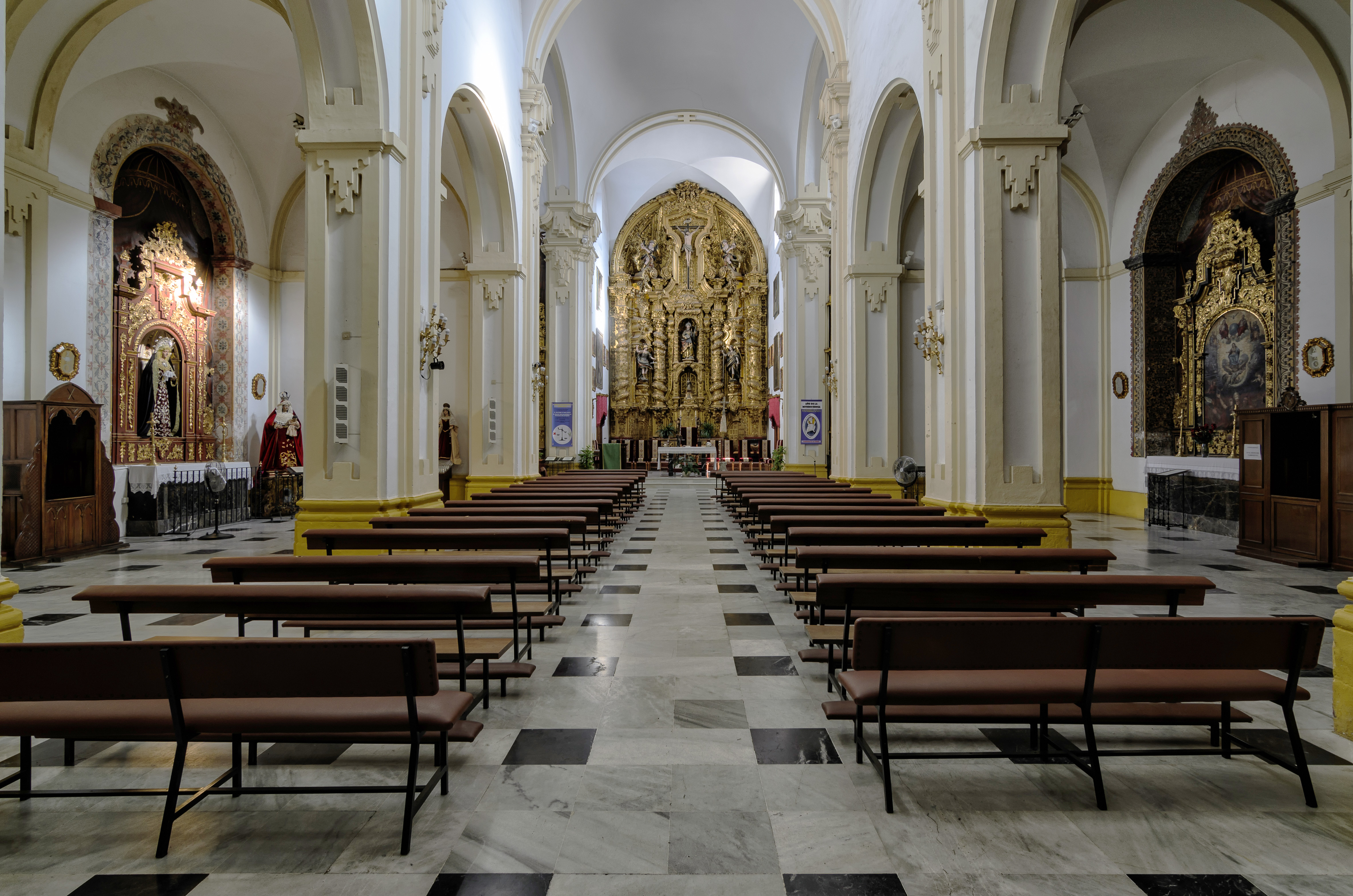